# Asta Ekenvall
Astrid (Asta) Märta Ekenvall, född Hammarberg 6 april 1913 i Anundsjö församling, Västernorrlands län, död 12 december 2001 i Spånga-Kista församling, Stockholm, var en svensk bibliotekarie och idé- och lärdomshistoriker. 

## Biografi
Asta Ekenvall var dotter till skogsfaktor Axel Hammarberg och Anna Malmström. Efter studentexamen i Umeå 1932 blev Ekenvall filosofie kandidat vid Uppsala universitet och filosofie licentiat 1940. Hon blev bibliotekarie vid Göteborgs universitetsbibliotek 1958 (biträdande 1957) och var förste bibliotekarie där 1968–1978. Hon var föreståndare för Kvinnohistoriskt arkiv från 1958, blev filosofie hedersdoktor 1972 och tilldelades professors namn 1993. 
Ekenvall författade uppsatser, recensioner och artiklar i vetenskapliga tidskrifter och dagspress, samt var medredaktör för skriftserien Kvinnohistoriskt arkiv. Hon ligger begravd på Västra kyrkogården i Göteborg.
Hon var från 1939 gift med arkivchef Verner Ekenvall.